# San Vicente (Uruguay)
San Vicente es una localidad balnearia, en el municipio de San Carlos, departamento de Maldonado, Uruguay. 

## Ubicación
La localidad se encuentra situada en la zona sur del departamento de Maldonado, sobre las costas del océano Atlántico, junto a la ruta 10, unos 15 km al este de la península de Punta del Este. Limita al oeste con el balneario Buenos Aires y al este con el balneario Edén Rock.

## Población
Según el censo de 2011, la localidad cuenta con una población permanente de 4 habitantes, la cual se ve incrementada en los meses de verano, debido al turismo.
| 4             |
| (Fuente: INE) |